# Todmorden
Todmorden est une ville située à l'ouest du comté du Yorkshire de l'Ouest, en
Angleterre. Sa population s'élevait en 2001 à 15 000 habitants.

## Géographie
Todmorden se situe dans la partie supérieure de la vallée de la Calder, rivière qui traverse la ville. Le site est légèrement encaissé, entouré de collines verdoyantes. La grande ville la plus proche est Manchester, à 27 km plus au sud.

## Histoire

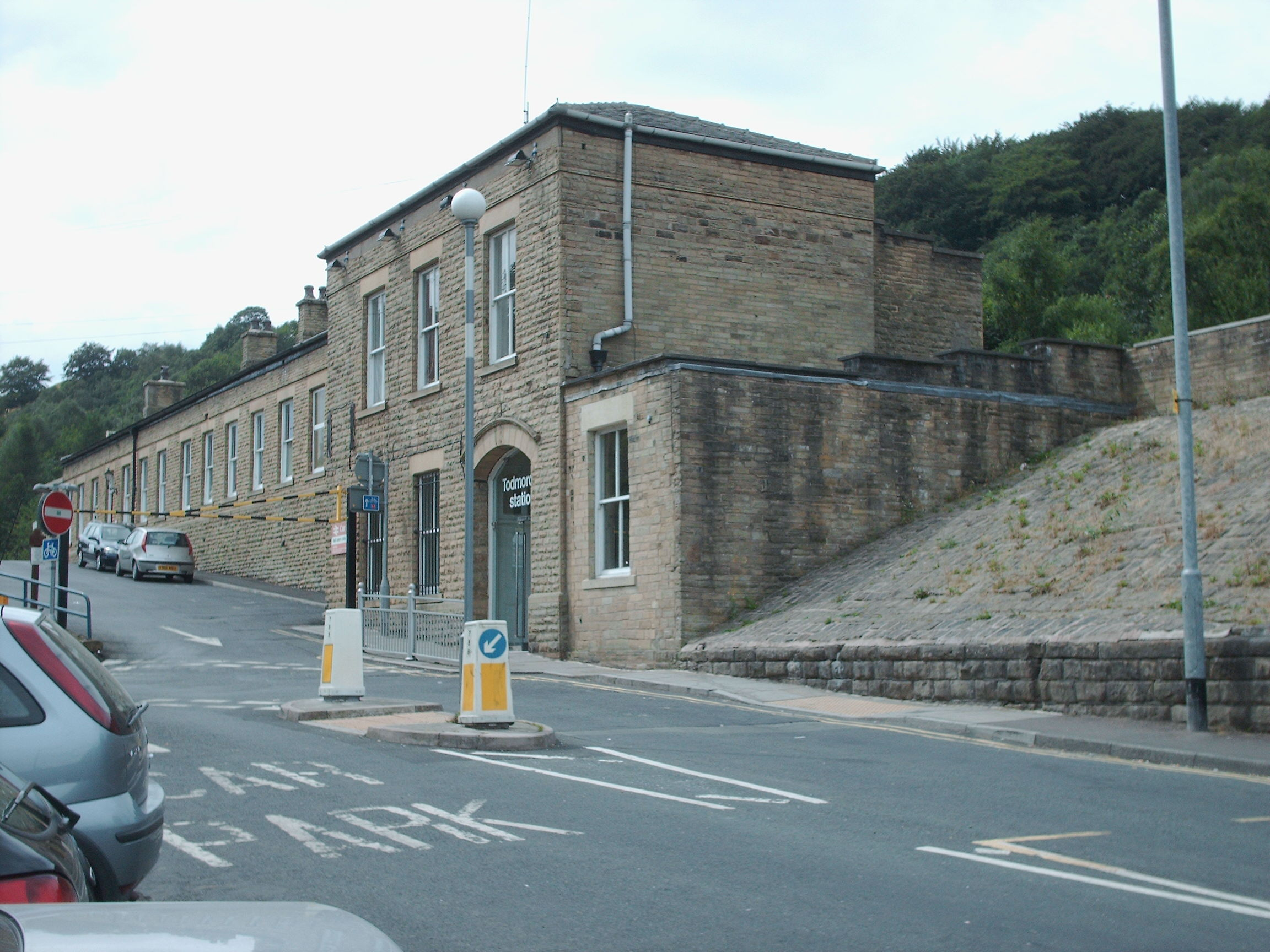
Gare de Todmorden.

L'activité principale de Todmorden durant plusieurs siècles fut l'agriculture combinée à la production de textiles en laine. La présence d'une eau abondante dans les collines environnantes et la proximité de Manchester ont permis à la fin du XVIIIe siècle d'y développer l'industrie du coton.
La localité se trouvait à l'origine à cheval sur deux comtés historiques, le Yorkshire et le Lancashire, séparés alors par la rivière la traversant. Cette frontière fut modifiée en 1888, et Todmorden se retrouva entièrement placée dans le Yorkshire. Elle fut intégrée en 1974 au district métropolitain de Calderdale, rattaché au comté métropolitain du West Yorkshire nouvellement créé.
À noter que pour des raisons techniques Todmorden a pour indicatif téléphonique celui du district métropolitain voisin de Rochdale rattaché au Grand Manchester.

## Incredible Edible
Todmorden est connue pour être la première ville au Monde à avoir lancé en 2008 et réussi une expérience d'autosuffisance alimentaire qui perdure et fait aujourd'hui exemple.
Cette expérience communautaire, dénommée « Incredible Edible » (incroyables comestibles) consiste de manière joyeuse :
- en la mise à disposition gratuite par les volontaires participant au mouvement des légumes qu'ils cultivent dans leurs petits potagers disséminés dans la ville et accessibles à tous[2] ;
- à se réapproprier son territoire et notamment à s'en nourrir ;
- à favoriser les circuits courts (bilan carbone) pour s'approvisionner auprès de maraîchers et d'agriculteurs locaux ;
- à réapprendre à cuisiner ses plats plutôt que de les acheter tout préparés.

## Jumelages
- Roncq (France)
- Bramsche (Allemagne)

## Personnes célèbres de Todmorden
- Keith Emerson, pianiste, fondateur / membre de The Nice et Emerson, Lake & Palmer
- John Cockcroft, Prix Nobel de physique en 1951
- Geoffrey Wilkinson,Prix Nobel de chimie en 1973
- Harold Shipman, le tueur en série, qui a eu son premier cabinet médical à Todmorden
- John Helliwell du groupe Supertramp
- Wilfred Judson (1902-1980), membre de la Cour suprême du Canada
- John Kettley, présentateur météo de la BBC